# Kunstjahr 1510
Liste der Kunstjahre

◄◄ | ◄ | 1506 | 1507 | 1508 | 1509 | Kunstjahr 1510 | 1511 | 1512 | 1513 | 1514 | ► | ►►

Weitere Ereignisse
Dieser Artikel behandelt das Kunstjahr 1510.

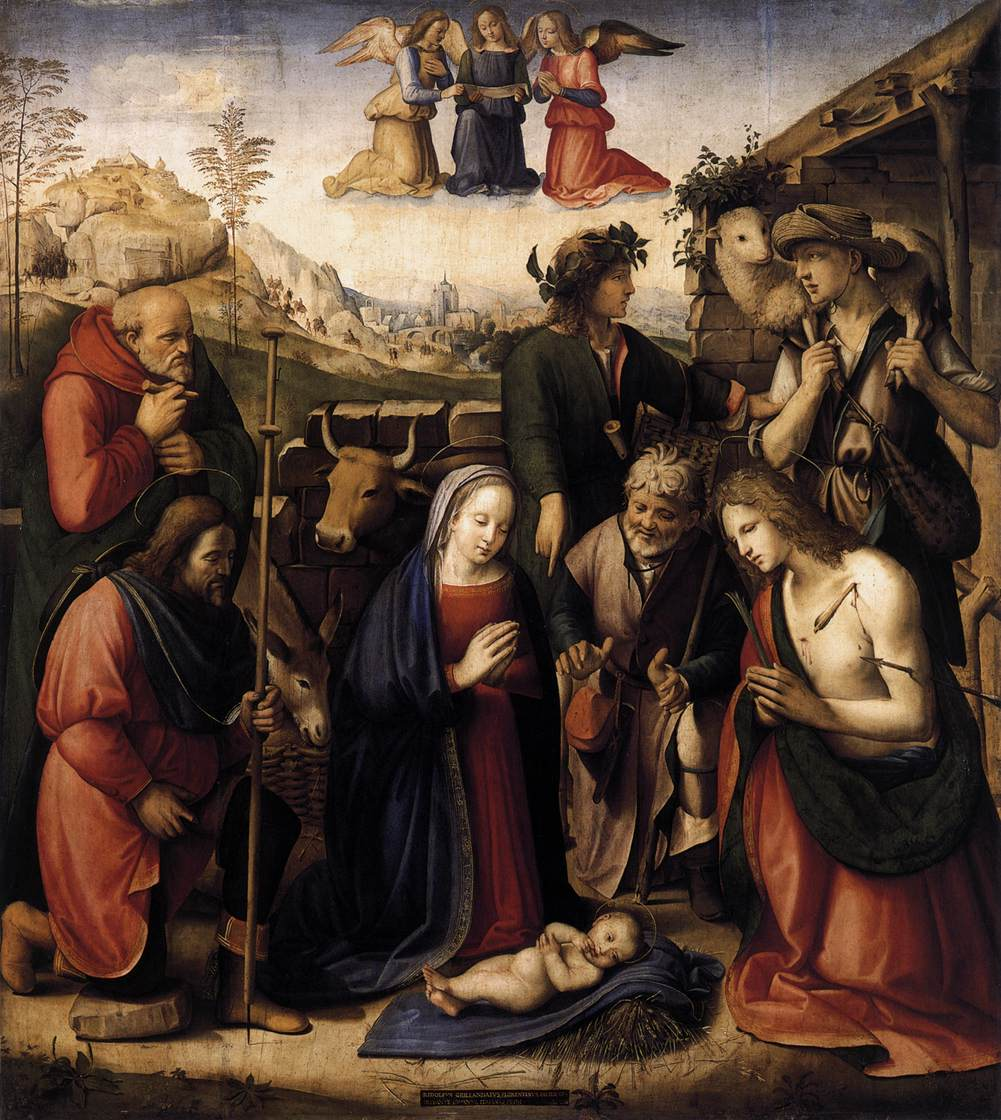
Ridolfo Ghirlandaio: Anbetung durch die Hirten, Öl auf Holz

## Ereignisse

### Architektur
- Dem Markusturm in Venedig wird die Turmspitze aufgesetzt.
- Anton Pilgram löst Jörg Öchsl trotz Protesten der Mitarbeiter in der Dombauhütte als Dombaumeister am Stephansdom in Wien ab.

- um 1510: In Hildesheim wird der „Umgestülpte Zuckerhut“ erbaut.

### Malerei
- Der deutsche Maler Hans Baldung vollendet die Markgrafentafel, die neben Anna selbdritt unter anderem auch den Stifter des Votivbilds, Markgraf Christoph I. von Baden, zeigt.

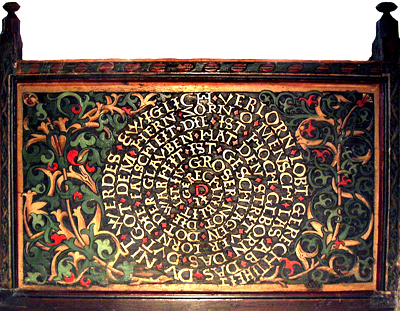
Gerechtigkeitsspirale – Pfarrkirche St. Valentinus und Dionysius in Kiedrich

- Erhart Falckener fertigt die spätgotische Gerechtigkeitsspirale, eine dekorative Textanordnung in Form einer Spirale auf einer Brüstungsplatte des Laiengestühls in der Pfarrkirche St. Valentinus in Kiedrich.
- Der italienische Renaissancemaler Giorgione malt mit der Schlummernden Venus eines seiner letzten Werke. Zum ersten Male wird dabei eine nackte Venus in dieser Bildgröße dargestellt und damit ein Vorbild für viele spätere Darstellungen liegender nackter Frauen geschaffen. Giorgione stirbt am 25. Oktober an der Pest, den Überlieferungen zufolge stellt sein Schüler Tizian das Bild fertig, wobei der Umfang seiner Arbeit umstritten ist.

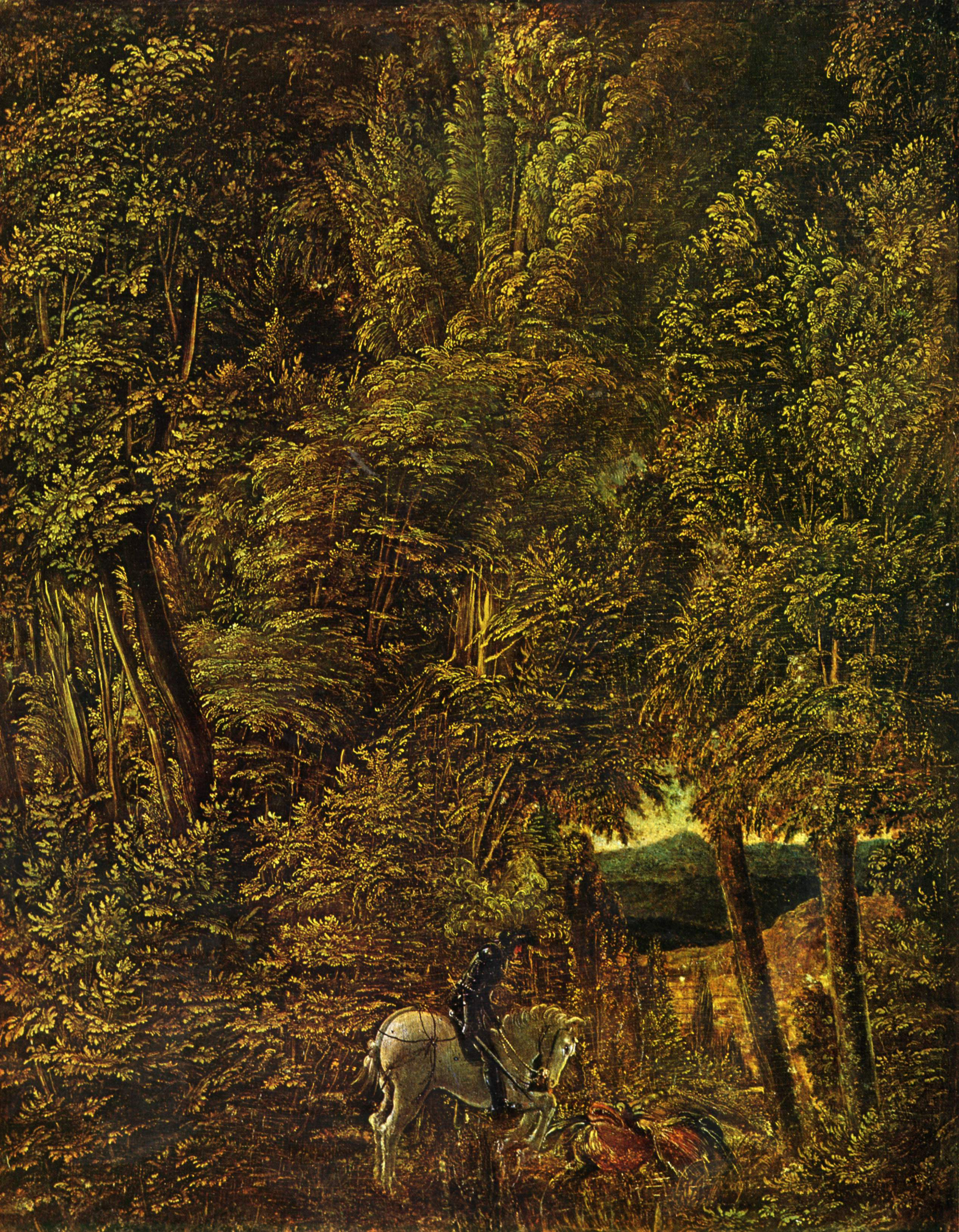
Laubwald mit dem Heiligen Georg, Öl auf Pergament montiert auf Lindenholz

- Der deutsche Renaissancemaler, Kupferstecher und Baumeister Albrecht Altdorfer stellt das Ölgemälde Laubwald mit dem Heiligen Georg fertig. Das mit Ölfarbe auf Pergament gemalte und auf Lindenholz aufgezogene Bild zeigt eine Szene aus der Drachentöterlegende des Heiligen Georg.
- Ridolfo Ghirlandaio: Anbetung durch die Hirten

### Handschriften
- In Pforzheim wird erstmals der Liber vagatorum herausgegeben. Das dreiteilige bebilderte Büchlein, dessen Urheber unbekannt ist, bildet eine Zusammenschau der „Bettlertypen“ und ihrer „Arbeitsweise“ in der frühen Neuzeit.
- Aus privatem Interesse ohne behördlichen Auftrag beginnt Werner Schodoler mit der Arbeit an der Eidgenössischen Chronik. Die Arbeit an dieser bedeutenden Schweizer Bilderchronik dauert bis 1535.

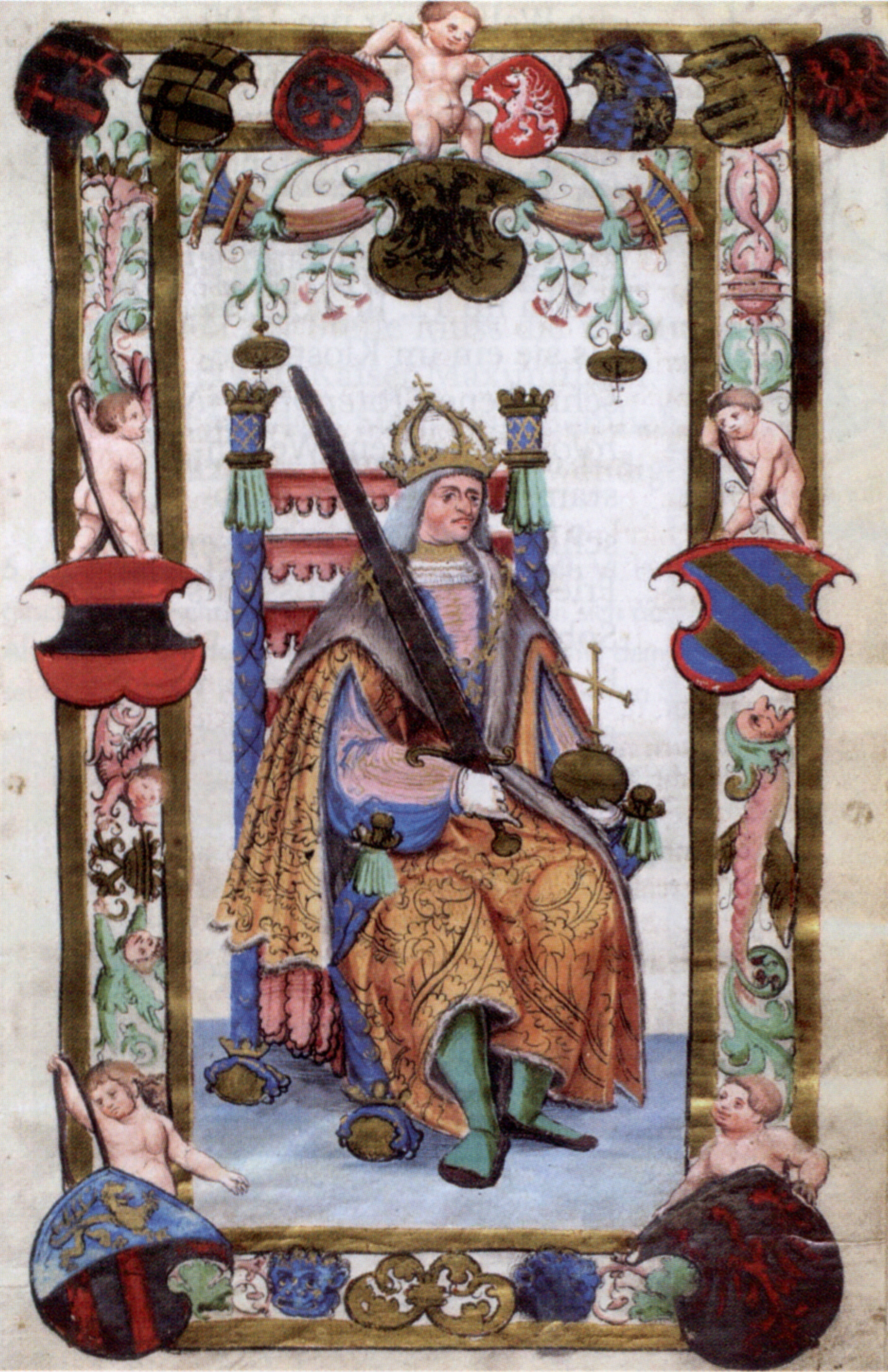
Weingartener Stifterbüchlein, Widmungsblatt für Kaiser Maximilian I.

- um 1510: Für die Abtei Weingarten wird das Weingartener Stifterbüchlein hergestellt. Der bedeutendste Teil der illuminierten Sammelhandschrift sind 40 ganzseitige Idealporträts von Mitgliedern der Herrschergeschlechter der Welfen und Staufer.

## Geboren

### Genaues Geburtsdatum unbekannt
- François Clouet, französischer Maler († 1572)
- Bernard Palissy, französischer Wissenschaftler und Emaillekünstler († 1589)
- Francesco Salviati, italienischer Maler und Zeichner des Manierismus († 1563)

### Geboren um 1510
- Orazio Alfani, italienischer Architekt und Maler des Manierismus († 1583)
- Giovanni Battista Aostalli, Tessiner Baumeister († 1575)
- Herri met de Bles, flämischer Landschaftsmaler der Renaissance († zw. 1555 und 1560)
- Hans Bocksberger der Ältere, Salzburger Maler der Hochrenaissance († 1561)
- Hieronymus Cock, niederländischer Verleger, Maler und Kupferstecher († 1570)
- Philibert Delorme, französischer Architekt († 1570)
- Andrea Schiavone, venezianischer Maler († 1563)
- Frans Verbeeck, flämischer Maler und Kupferstecher († 1570)

## Gestorben

### Todesdatum gesichert
- 8. Februar: Francesco Bianchi, italienischer Maler (* um 1460)
- 28. Februar: Juan de la Cosa, spanischer Seefahrer, Kartograf und Entdecker (* um 1449 oder 1460)
- 17. Mai: Sandro Botticelli, italienischer Maler (* 1. März 1445)
- vor dem 25. Oktober: Giorgione, italienischer Maler (* 1478)

### Genaues Todesdatum unbekannt
- Absolon Stumme, deutscher Maler der Spätgotik

### Gestorben um 1510
- Ambrogio Calepino, italienischer Lexikograph (* um 1435)
- Gottfried von Ghemen, niederländischer Buchdrucker